# Leonel Rugama
José Leonel Rugama (1949–1970) foi um poeta nicaraguense, guerrilheiro da Frente Sandinista de Libertação Nacional desde 1967. Morreu três anos depois durante um confronto contra guarda nacional de Anastasio Somoza García. Seus poemas ficaram célebres dentro e fora de seu país, tendo sido publicados pela revista universitária Taller.